# Larry Ellison

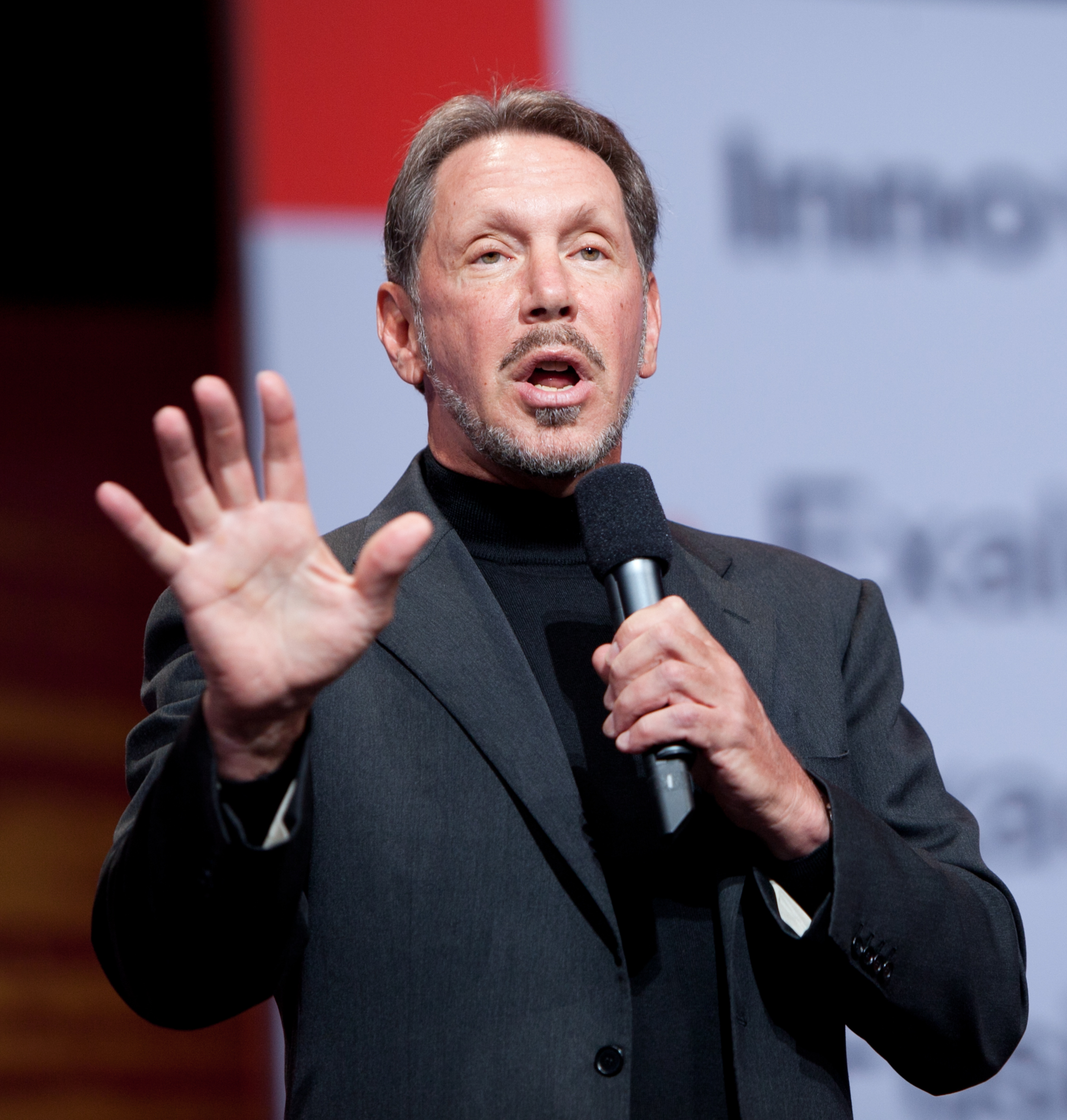
Larry Ellison în 2016

Lawrence Joseph Ellison (n. 17 august 1944 la Bronx, New York City) este un antreprenor american, cunoscut în special pentru faptul că este fondatorul și conducătorul companiei multinaționale "Oracle Corporation".
Cu o avere estimată la 62,4 miliarde de dolari, este cotat de "Forbes" ca fiind al cincilea dintre cele mai bogate persoane din SUA și a opta din lume.

## Biografie
Născut într-o familie dezbinată, Ellison este părăsit de mamă de la nouă luni și este crescut de un unchi și o mătușă. 
Își revede mama abia la 48 de ani.
Deși este educat în spiritul tradiției ebraice, conform etniei mamei și a rudelor adoptive, Larry Ellison nu are prea multă atracție față de religie, refuzând chiar să accepte ceremonialul Bar Mițva.
Moartea mamei sale adoptive îl obligă să părăsească Universitatea Illinois, Urbana-Champaign unde abia se înscrisese.
Se înscrie la Universitatea din Chicago dar nu o finalizează, în schimb reușește să înțeleagă esența proiectării pe calculator.
La 22 de ani se mută în California și are diverse slujbe timp de 8 ani.
În 1977 pune bazele companiei de dezvoltare software pentru baze de date, pe care a numit-o "Oracle", în urma unei investiții de câteva mii de dolari.
Aceasta avea să devină una dintre cele mai mari companii de tehnologie din lume. 
Printre primii clienți a fost CIA, agenția de informații a SUA.
Oracle a avut în 2013 venituri totale de 37 miliarde dolari și are o valoare de piață de 182 de miliarde de dolari.
Ellison s-a inspirat dintr-un sistem creat de IBM, iar una din principalele strategii utilizate pentru a scăpa de competitori a fost achiziția pe bandă rulantă de companii care îi puteau deveni rivale pentru Oracle.
La 37 de ani renunță la funcția de director general, dar își va continua activitatea în companie ca președinte executiv și director de tehnologie.
Conducerea executivă a Oracle va fi preluată de Mark Hurd și Safra A. Catz.
Va duce în continuare o viață și o carieră marcată prin aroganță, prin disputele publice cu executivii rivali și prin rapiditatea cu care compania sa a absorbit potențialii competitori.
Astfel, în 2000 Ellison a recunoscut că a încercat să pună în evidență chestiuni compromițătoare pentru Microsoft folosind detectivi particulari și a etichetat acest demers ca fiind o acțiune civică.

## Legături extrene
- ro  Ziarul Financiar: "Cine este fondatorul Oracle Larry Ellison, omul care a făcut 177 miliarde de dolari cu o idee „furată” de la IBM"
- Profile at Oracle Corporation
- Profile at Forbes
- Profile at Bloomberg L.P.
- Biography at BBC News
- Apariții pe C-SPAN
- Larry Ellison pe Charlie Rose
- Larry Ellison la Internet Movie Database
- Larry Ellison — știri și comentarii colectate la The New York Times